# Moraea pubiflora
Moraea pubiflora är en irisväxtart som beskrevs av Nicholas Edward Brown. Moraea pubiflora ingår i släktet Moraea och familjen irisväxter. Inga underarter finns listade i Catalogue of Life.